# واتلینگن
واتلینگن (به آلمانی: Wathlingen) یک شهر در آلمان است که در Celle واقع شده‌است. واتلینگن ۶٬۳۴۸ نفر جمعیت دارد.

## خواهرخوانده
شهرهای گروس کونشتدت و ویوپریزی خواهرخوانده‌های واتلینگن هستند.